# Big Bonanzza
Découvert en mars 1873 à Virginia City, dans le Nevada, en pleine montagne, le Big Bonanzza  fut de très loin le meilleur filon du plus important gisement d'argent-métal de l'histoire des États-Unis, le Comstock Lode. La veine est large de 40 mètres et le puits atteint très vite une profondeur de 400 mètres en août 1873.
La découverte a été faite par la Consolidated Virginia mining company, contrôlée par quatre irlandais, dont James Graham Fair et John William Mackay. Tous les quatre amasseront l'une des premières fortune des États-Unis, leur mine distribuant un million de dollars de dividende par mois, du printemps 1875 au printemps 1878, soit les deux tiers du chiffre d'affaires de janvier 1875.

## Histoire
Cette découverte majeure profite aussi à la Bank of California, détenue par des rivaux, car une de ses mines, l'Ophir Mine, cotée aussi à la Bourse de San Francisco, est voisine et détient une partie des droits sur le Big Bonanzza.
Alors que le Comstock Lode était en exploitation depuis 1859, un premier filon très important, situé aussi en profondeur, le Crown Point Bonanzza avait déjà été découvert au cours de l'hiver 1870-1871, par la "Crown Point Mine", cotée à la Bourse de San Francisco, qui avait pour directeur le futur sénateur John P. Jones. Rachetant discrètement les actions, avec l'investisseur Alvinza Hayward au début de l'année 1871, il en avait pris le contrôle.
La Crown Point Bonanzza a relancé la spéculation et fait augmenter la production d'argent des États-Unis, contribuant au Coinage Act de 1873 de février 1873 : l'État américain ne veut plus transformer en monnaie l'argent-métal qui lui est apporté. C'est quasiment au même moment qu'est effectuée une découverte encore plus importante, la Big Bonanzza, juste après la découverte d'argent à Panamint City (Californie) en janvier 1873, qui se révélera plus modeste et beaucoup moins durable.
L'action Consolidated Virginia mining company, qui était tombée à seulement un dollar en juillet 1870, affectée par des difficultés techniques dans le forage du puits et des déceptions géologiques,  double de valeur en une journée seulement, dépassant 80 dollars,  puis monte à 240 dollars, le puits atteignant une profondeur de 400 mètres en août 1873. Elle va bénéficier à plein de la Big Bonanzza et monter jusqu'à 710 dollars en janvier 1875. Le nombre d'actions étant passé de 32 000 à un million en deux ans, la capitalisation boursière est multipliée par 28 000 en quatre ans et demi, pour atteindre 740 millions de dollars de l'époque.
Une partie de la Big Bonanzza a participé aussi à l'Ophir Mine de la Bank of California, mais des rumeurs voulant qu'elle soit moins importante qu'espéré a fait chuter l'action de l'Ophir Mine, passée de 315 à 65 dollars entre le 7 janvier et la mi-février 1875, une chute amplifiée par le fait qu'un des associés vend ses parts alors que le directeur William Chapman Ralston venait d'acheter massivement des actions, un épisode qui se termine par la chute de la Bank of California six mois plus tard, le 27 août 1875 et le suicide du directeur.
Pour faire taire les rumeurs, les 16 et 17 juillet 1875 le directeur des monnaies H.A. Linderman et le professeur R.E. Rodgers, de l'Université de Pennsylvanie viennent inspecter les mines du Big Bonanzza, accompagné d'un journaliste du New York Tribune, mais le 26 août 1875, un incendie fait 10 millions de dégâts sur le Comstock. Les 3 mines du Big Bonanzza, dont l'Ophir Mine, sont les plus touchées. Le lendemain le krach est total.
À partir de 1870, le monopole de la Bank of California se heurte à deux hommes d'affaires bénéficiaires de la Crown Point Bonanzza, John P. Jones et Alvinza Hayward, qui ont pris à son insu le contrôle de la "Crown Point Mine", et profitent en mars 1873 de la découverte de la "Big Bonanzza". 
L'action de la banque va subir une vague de ventes dès janvier 1875, répercutant jusqu'en Californie le krach de 1873, parti de Vienne en Autriche. Les projets immobiliers faramineux du "Palace Hotel" et du "Théâtre de Californie" à San Francisco, sont des succès, mais la banque n'a pas les moyens de financer entièrement, car elle a perdu de l'argent à la Bourse de San Francisco, où toutes les compagnies minières concurrentes de la Consolidated Virginia mining company souffrent et subissent en plus la chute du cours de l'argent, causé par le Coinage Act de 1873. William Chapman Ralston est particulièrement touché, car il avait massivement acheté des actions de l'Ophir Mine, persuadé qu'elle bénéficierait de la Big Bonanzza, mais une rumeur court voulant que ce soit très loin d'être le cas, amplifiée par le fait que William Sharon, le propre associé de William Chapman Ralston, vende ses parts dans l'Ophir Mine, qui passe de 315 à 65 dollars entre le 7 janvier et la mi-février 1875. C'est l'ensemble de la Big Bonanzza qui devient suspecte.